# Asyndetus terminalis
Asyndetus terminalis är en tvåvingeart som beskrevs av Van Duzee 1923. Asyndetus terminalis ingår i släktet Asyndetus och familjen styltflugor. Inga underarter finns listade i Catalogue of Life.